# أدريان مينييل
أدريان مينييل ولد يوم 25 افريل 1980(في سان جيرمان أونلي ) هو ممثل فرنسي وكاتب سيناريو ومؤلف كتب هزلية.